# بریدن (هندسه)
در هندسه، بریدن (انگلیسی: Truncation) به عملیاتی گفته می‌شود که در آن گوشه‌های یک چندبر (چندضلعی، چندوجهی، و … در هر بعدی) بریده شوند تا وجه جدیدی به جای هر گوشه پدیدار شود. این عنوان از توصیف یوهانس کپلر در مورد اجسام ارشمیدسی گرفته شده‌است.

## تصاویر

با بریدن گوشه‌های مستطیل، هشت وجهی حاصل می‌شود: t{4} = {۸} =
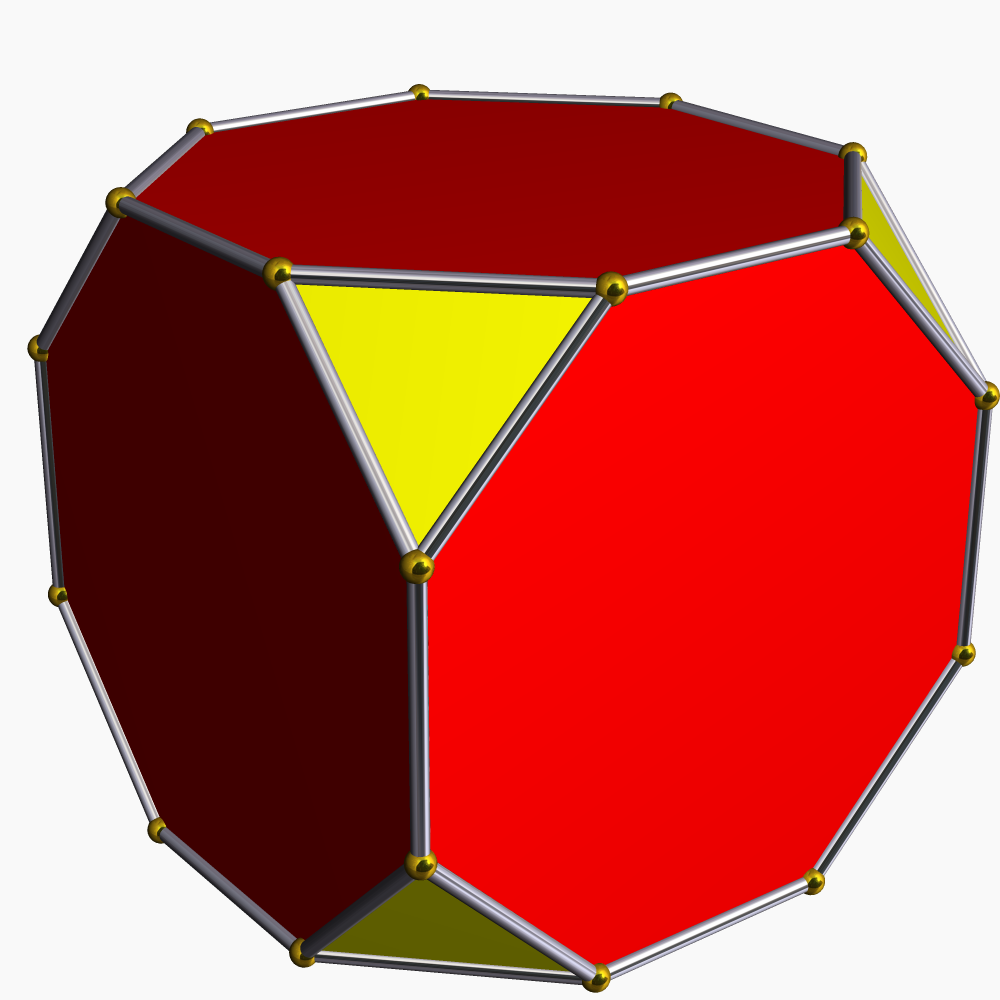
مکعب بریده‌شده t{4,3} یا
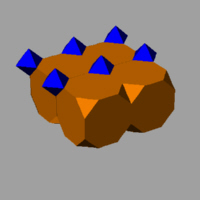
لانه زنبور مکعبی بریده‌شده t{4,3,4} یا
بریدن چندضلعی‌ها ۰ {۳}
بریدن چندضلعی‌ها ۱
بریدن چندضلعی‌ها ۲ t{3} = {۶}
بریدن چندضلعی‌ها ۳
بریدن چندضلعی‌ها ۴ r{3} = {۳}
بریدن چندوجهی‌های منتظم و موزائیک‌کاری
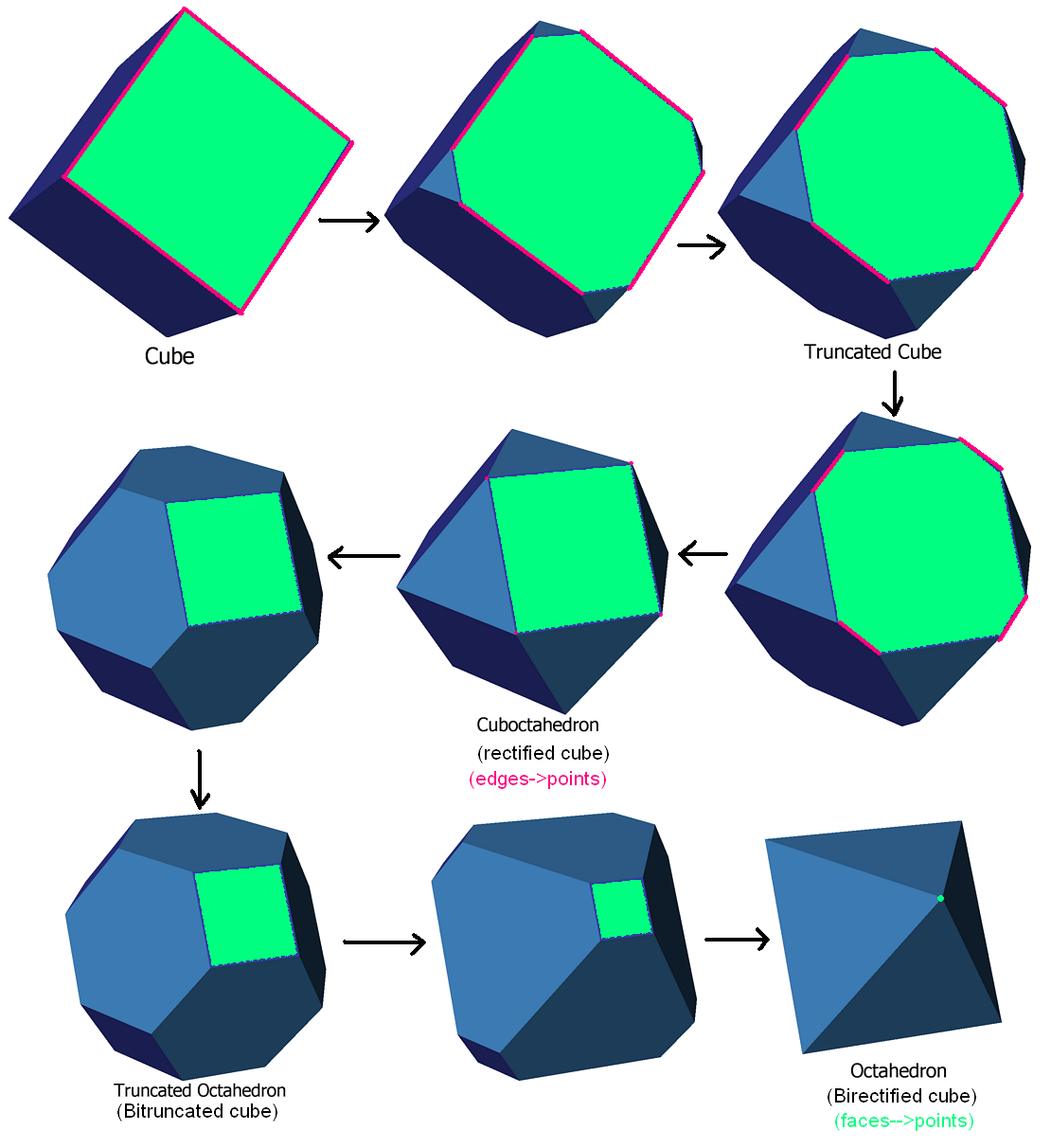
بریدن چندوجهی‌های منتظم و موزائیک‌کاری
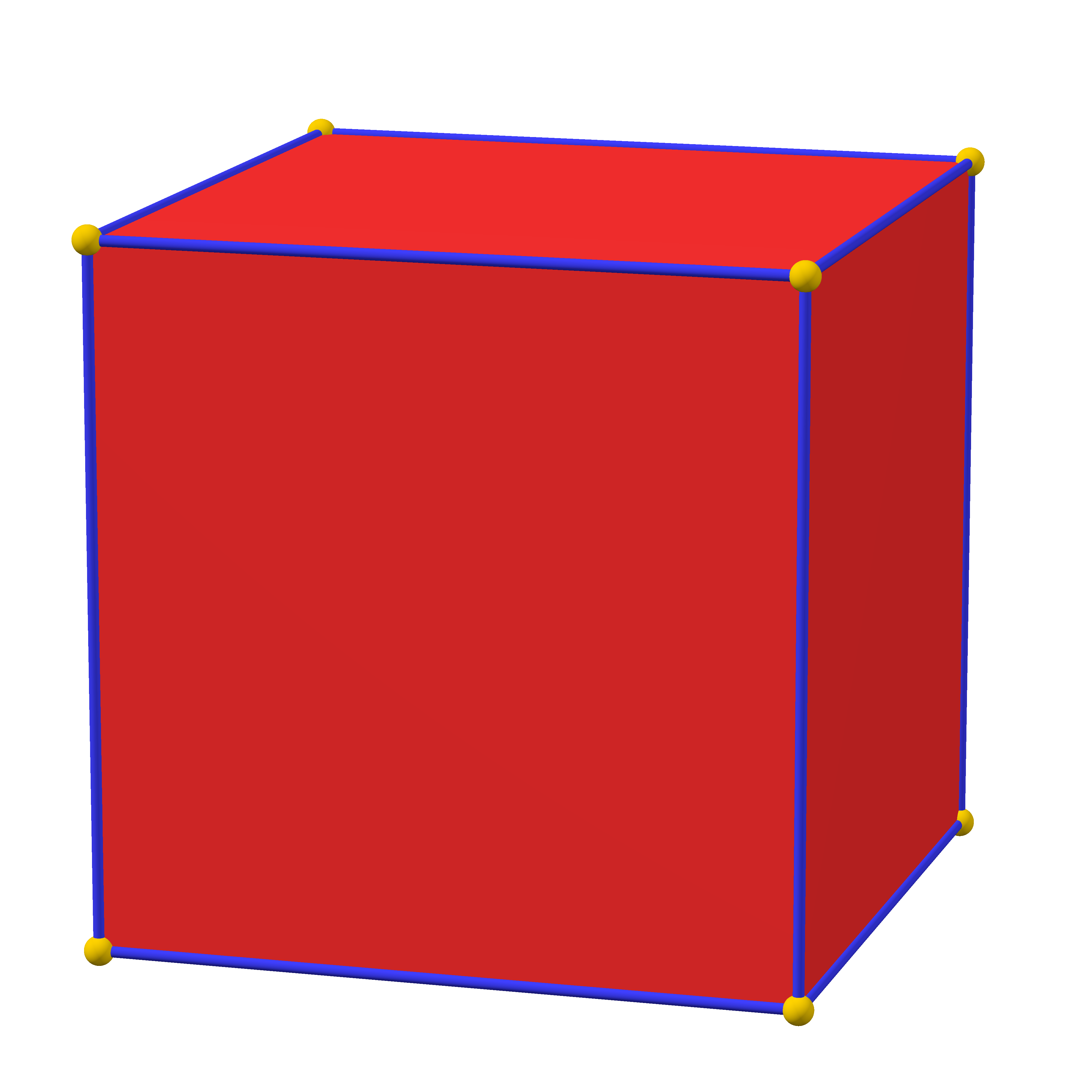
بریدن اضلاع
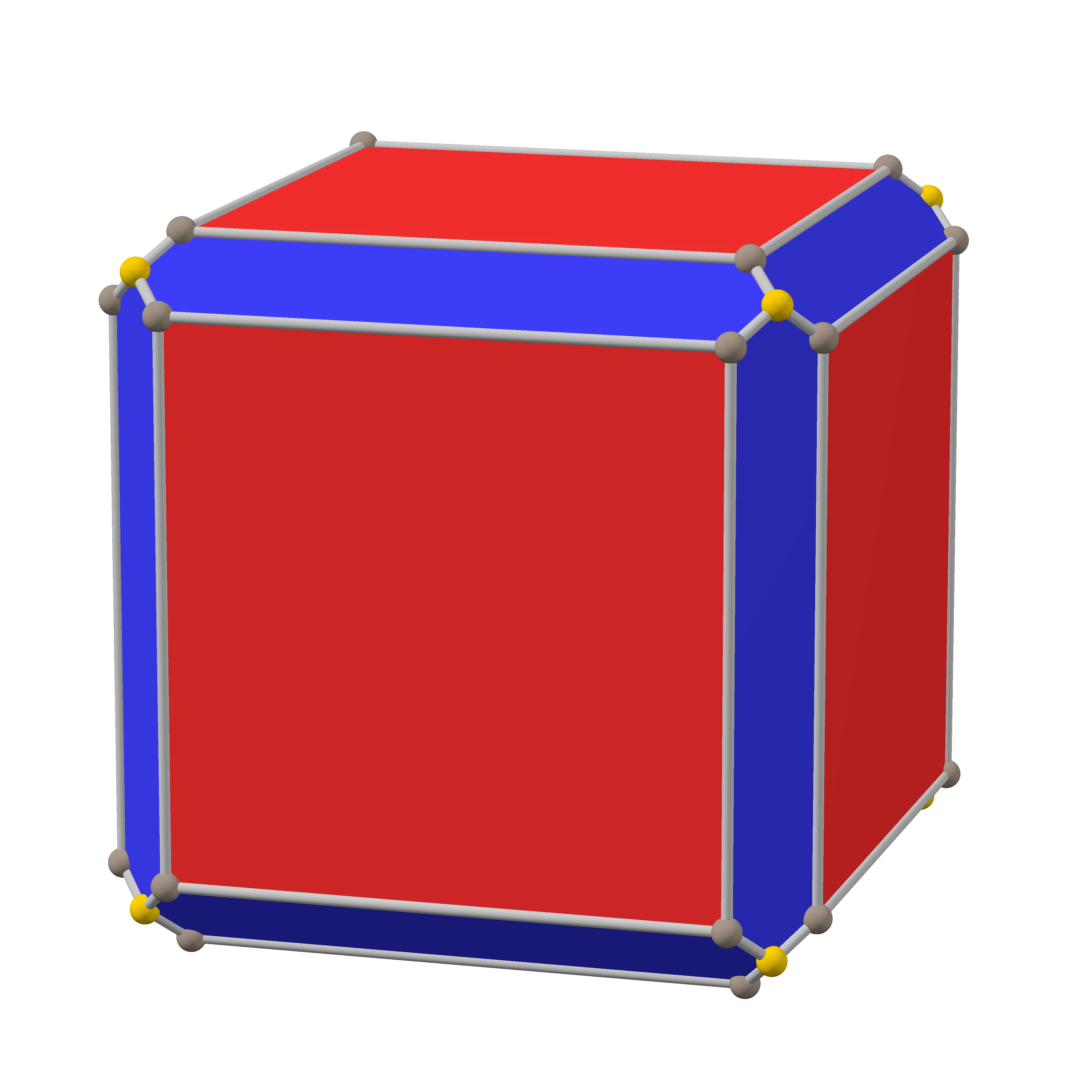
بریدن اضلاع
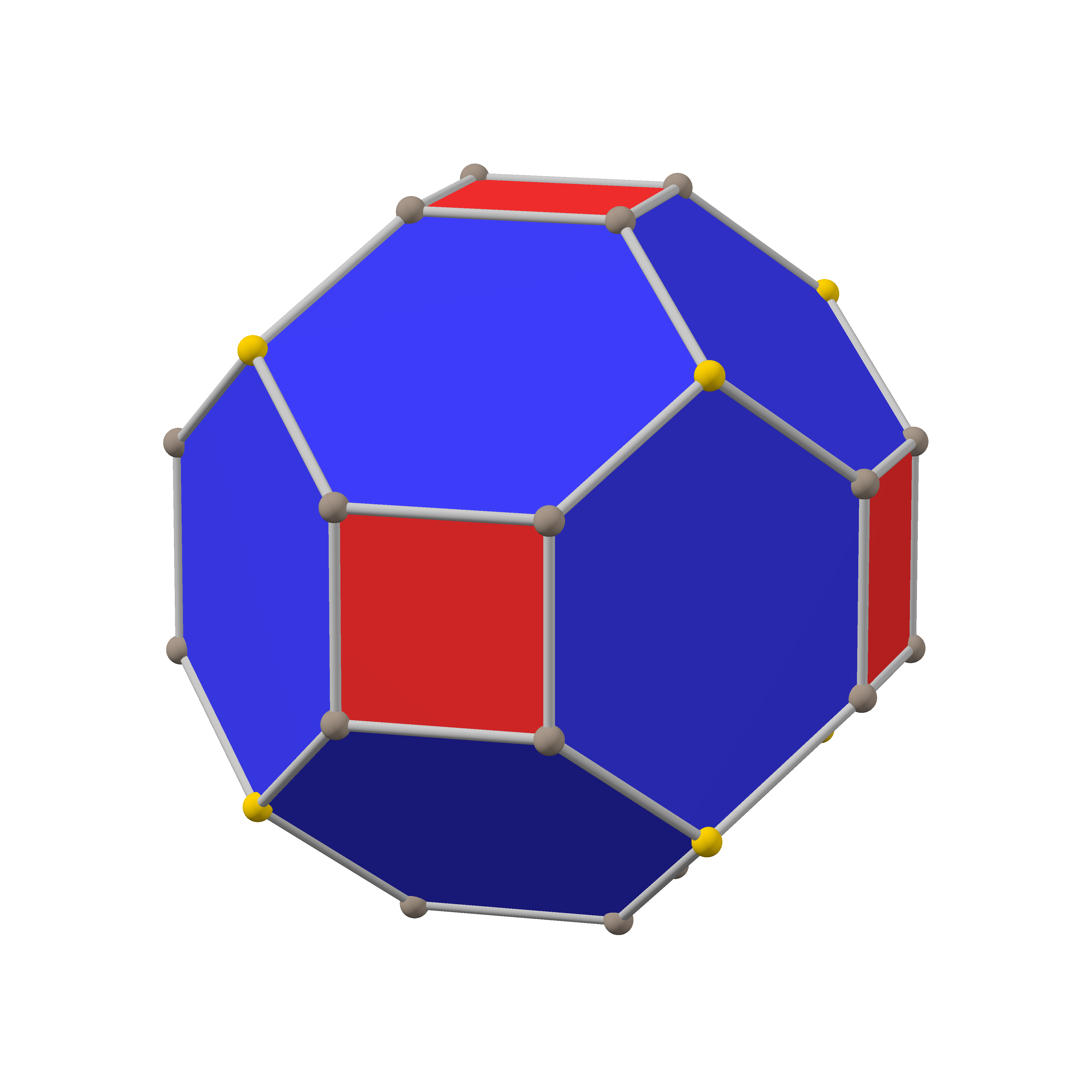
بریدن اضلاع

## بریدن مکعب
| ⇨ taC              | Cube {4,3} C                 | ⇨ tC | Truncation t{4,3} tC         | ⇨ tC  | Complete truncation r{4,3} aC | ⇩ thC               |
| Antitruncation taC |                              |      |                              |       |                               | Hypertruncation thC |
| ⇧ taC              | Complete quasitruncation aqC | ⇦    | Quasitruncation t{4/3,3} tqC | ⇦ tqC | Complete hypertruncation ahC  | ⇦ thC               |